# Cleveland Mesa
Die Cleveland Mesa ist eine 8 km lange und 5 km breite Hochebene im westantarktischen Marie-Byrd-Land. Sie liegt am nordöstlichen Ende des Michigan-Plateaus.
Der United States Geological Survey kartierte sie anhand eigener Vermessungen und Luftaufnahmen der United States Navy aus den Jahren von 1960 bis 1964. Das Advisory Committee on Antarctic Names benannte sie 1967 nach dem US-amerikanischen Diplomaten Harlan Cleveland (1918–2008), Vorsitzender der Antarctic Policy Group im Außenministerium der Vereinigten Staaten im Jahr 1965.